# Comitatul Saint Joseph, Michigan
Pentru alte utilizări ale numelui, vedeți Comitatul Saint Joseph.
Comitatul Saint Joseph, conform originalului din limba engleză, Saint Joseph County (prescurtare uzuală, St. Joseph County), este unul dintre cele 83 de comitate din statul federal  Michigan, Statele Unite ale Americii.  Sediul comitatului este orașul Centreville.  Comitatul, care a fost încorporat în anul 1829, ocupă o suprafață de 1.350 km².  Conform recensământului din anul 2000, avea o populație de 62.422 de locuitori.

## Demografie
|  | Graficele sunt indisponibile din cauza unor probleme tehnice. Mai multe informații se găsesc la Phabricator și la wiki-ul MediaWiki. |

Date: Wikidata - grafică realizată de Wikipedia